# Девайн, Алфи
Алфи Шон Девайн (англ. Alfie Sean Devine; родился 1 августа 2004 года в Уоррингтоне, Англия) — английский футболист, атакующий полузащитник клуба «Тоттенхэм Хотспур», выступающий на правах аренды за «Престон Норт Энд».

## Клубная карьера
Девайн начал заниматься футболом в академии «Ливерпуля», однако в возрасте 11 лет ушёл в «Уиган Атлетик». Когда в «Уиган Атлетик» было введено временное внешнее управление, 28 июля 2020 года он был продан в «Тоттенхэм Хотспур» за 300 000 фунтов.
10 января 2021 года дебютировал в основном составе «шпор» в матче Кубка Англии против клуба «Марин». Он вышел на замену во втором тайме и забил гол, а «Тоттенхэм Хотспур» разгромил своего соперника из восьмого дивизиона со счётом 5:0. В возрасте 16 лет и 163 дней Алфи Девайн стал самым молодым игроком в истории «Тоттенхэм Хотспур», побив предыдущий рекорд Дейна Скарлетта.

## Карьера в сборной
В июне 2022 года был включен в заявку сборной на чемпионат Европы до 19 лет. 1 июля выиграл турнир, обыграв в финале сборную Израиля.

## Достижения
Сборная Англии (до 19 лет)
- Победитель чемпионата Европы (до 19 лет): 2022